# 人民院 (緬甸)
人民院（羅馬化：Pyithu Hluttaw）是緬甸联邦议会的下議院。人民院由440名成員組成，其中330人是通過選舉產生，另外110人則由緬甸國防軍任命。截至2015年11月8日，緬甸眾議院的男性與女性比例約為9：1。